# Cộng hưởng từ hạt nhân
Cộng hưởng từ hạt nhân (viết tắt NMR-Nuclear Magnetic Resonance) là hiện tượng một hạt nhân nguyên tử nằm trong từ trường hấp thu hoặc phát xạ một bức xạ điện từ. Cộng hưởng từ hạt nhân cũng được xem là một nhóm các phương pháp khoa học áp dụng cộng hưởng từ hạt nhân vào việc nghiên cứu các phân tử.
Mọi hạt nhân chứa một số lẻ các proton hay neutron có một mômen từ nội tại và mômen động lượng. Các hạt nhân thường được đo nhất là hydro-1 (đồng vị bắt nhận nhiều nhất phong phú trong tự nhiên) và cacbon-13, mặc dù cũng có thể gặp hạt nhân từ các đồng vị của nhiều nguyên tố khác (như 15N, 14N 19F, 31P, 17O, 29Si, 10B, 11B, 23Na, 35Cl, 195Pt).
Tần số cộng hưởng từ hạt nhân đối với một chất cụ thể trực tiếp tỉ lệ với cường độ từ trường áp dụng, phù hợp với phương trình tần số tiến động Larmor.

## Lịch sử
Cộng hưởng từ hạt nhân được miêu tả lần đầu vào năm 1938 bởi Isidor Rabi, sau đó được phát triển lên nhờ các thí nghiệm của Stern-Gerlach. Nhờ phát kiến này, Rabi được vinh dự nhận giải Nobel vật lý vào năm 1944. Sau đó, Felix Bloch và Edward Mills Purcell đã đồng nhận giải Nobel vật lý vào năm 1952 nhờ vào việc tìm ra phương pháp ứng dụng NMR cho mẫu chất lỏng và chất rắn. Trước đó, Yevgeny Zavoisky cũng quan sát được hiện tượng cộng hưởng từ hạt nhân vào năm 1941 trước cả Felix Bloch và Edward Mills Purcell nhưng các thí nghiệm của ông do không thể thực nghiệm lại nên không được công nhận.
Rabi, Bloch và Purcell đã nhận thấy các phân tử (1H và 31P) trong một môi trường từ tính, có thể hấp thụ năng lượng từ tần số radio (radiofrequence) và gây ra hiện tượng cộng hưởng từ.
Sự phát triển của kỹ thuật NMR là dấu mốc quan trọng trong lĩnh vực phân tích hóa học, sinh hóa và đồng thời cho phép sự ra đời của kỹ thuật chụp cộng hưởng từ (MRI) ngày nay.

## Phổ NMR

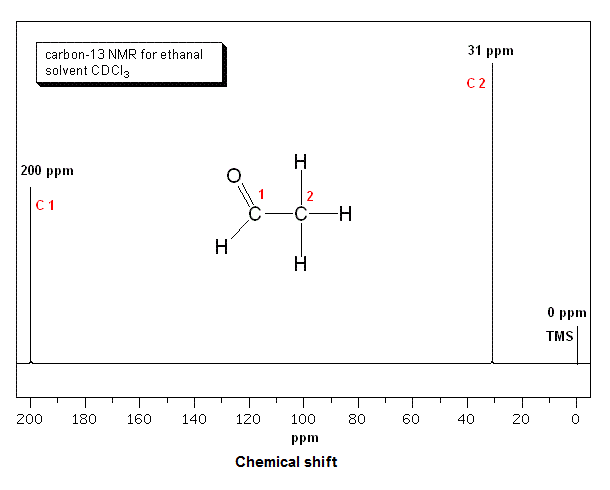
phổ NMR ^{13}C phân tử ethanal

Phổ NMR dựa trên sự ghi lại quá trình cộng hưởng từ sinh ra bởi các hạt nhân spin khác 0 được kích thích bởi năng lượng của tần số sóng radio RF dưới tác động của từ trường Bo bên ngoài. Quá trình này sẽ tạo ra sự khác biệt về trạng thái spin của các hạt nhân và mức năng lượng tương ứng của chúng.
Tần số cộng hưởng (tần số Larmor) {\displaystyle \nu _{0}} tỉ lệ thuận với từ trường {\displaystyle B_{0}}:
{\displaystyle \nu _{0}={\frac {\gamma }{2\pi }}B_{0}}
với {\displaystyle \gamma } là hệ số gyromagnetic (hay magnetogyric).

### Các đồng vị sử dụng trong phân tích NMR
1H spin 1/2, 2H spin 1, 13C spin-1/2, 14N spin-1, 15N spin-1/2, 17O spin-5/2, 19F spin-1/2, 31P spin-1/2,....